# Бабанов, Дмитрий Васильевич
Дми́трий Васи́льевич Баба́нов (13 [26] октября 1908 года — 7 марта 1964 года) — советский офицер, участник Советско-финской и Великой Отечественной войн. В годы Великой Отечественной войны — командир батальона 868-го стрелкового полка 287-й стрелковой дивизии 3-й гвардейской армии 1-го Украинского фронта, майор.
Герой Советского Союза (10.04.1945), подполковник запаса (с 1957 года).

## Биография
Родился 13 (26) октября 1908 года в деревне Климово ныне Степуринского сельского поселения Старицкого района Тверской области в семье крестьянина. Русский. Член ВКП(б)/КПСС с 1944 года. Окончил неполную среднюю школу. Был рабочим-строителем в Твери, Ленинграде и Москве.
В 1930 году призван в ряды Красной Армии. С 1936 года инструктор и начальник областного стрелкового клуба. В 1939 году окончил ускоренный курс Высшей школы политсостава Осоавиахима. Участник советско-финляндской войны 1939—1940 годов. В боях Великой Отечественной войны с июня 1941 года.
Д. В. Бабанов со своими бойцами прошагал тысячи километров, оборонял Кричев и Ярцево освобождал Орёл, Гомель, Новоград-Волынский, Перемышль и много других городов, форсировал Вислу, Одер, Нейсе, Шпрее, сражался за Берлин и участвовал в освобождении Праги. И все эти длинные фронтовые дороги с трудными переходами, рытьем окопов, боями и ранениями пройдены им в одном полку, в одной дивизии: от младшего лейтенанта — командира взвода до майора — командира батальона.
12-17 января 1945 года батальон успешно преследовал отступающего противника, отрезая ему пути отхода и нанося большие потери в живой силе и технике. Подразделения Д. В. Бабанова захватили и уничтожили до 100 автомашин, подожгли 23 бронетранспортёра, подбили четыре танка, уничтожили свыше 500 солдат и офицеров, взяли свыше 300 пленных.
28 января 1945 года вверенный майору Д. В. Бабанову батальон, действуя как передовой отряд полка, с ходу переправился через Одер и вступил в бой с противником на западном берегу. В районе Уршкау и Барч-Кульм враг бросил в яростные контратаки крупные силы пехоты при поддержке танков, бронетранспортёров и большого количества артиллерийско-миномётных средств.
Бойцы Д. В. Бабанова дрались мужественно, героически отстаивая небольшой участок отвоеванной земли. Сам комбат, находясь в боевых порядках рот, личным примером храбрости воодушевлял бойцов на подвиги. На левом фланге создалось тяжёлое, угрожающее положение — враг сосредоточил здесь сильный огонь миномётов и пустил танки.
Д. В. Бабанов сам выдвинулся вперёд, навстречу бронированной колонне, и связкой гранат поджёг немецкий танк. Видя бесстрашие своего командира, стрелки сражались самоотверженно, не пропустили фашистов.
При дальнейшем расширении плацдарма в районе Уршкау гитлеровцы в течение пяти дней бросались в контратаки. Завязывались рукопашные схватки, из которых победителями выходили наши воины. А потом комбат подал команду: «Вперёд, за Родину!» И первым кинулся на врага. Бойцы смяли гитлеровцев и захватили выгодный рубеж для развития дальнейшего наступления.
Указом Президиума Верховного Совета СССР от 10 апреля 1945 года за мужество и героизм, проявленные при форсировании Одера и удержании плацдарма на его западном берегу майору Дмитрию Васильевичу Бабанову присвоено звание Героя Советского Союза с вручением ордена Ленина и медали «Золотая Звезда» (№ 7498).
В 1946 году окончил курсы «Выстрел». С 1957 года подполковник Д. В. Бабанов — в запасе. Жил в городе Калинин, ныне Тверь. Скончался 7 марта 1964 года.

## Награды
- Медаль «Золотая Звезда» Героя Советского Союза (№ 7498)
- Орден Ленина
- Орден Красного Знамени
- Орден Александра Невского
- Орден Отечественной войны I степени
- Два ордена Красной Звезды
- Медали, в том числе:
  - Медаль «За победу над Германией в Великой Отечественной войне 1941—1945 гг.»